# Eunectes beniensis
Espèce
Statut de conservation UICN

 LC  : Préoccupation mineure
Statut CITES
Eunectes beniensis est une espèce de serpents de la famille des Boidae. En français il est nommé Anaconda bolivien ou Anaconda de Bolivie.

## Répartition
Cette espèce est endémique du département de Beni en Bolivie.

## Description
La femelle mesure environ 3,2 m de long et le mâle jusqu'à 2,2 m.

## Étymologie
Son nom d'espèce, composé de beni et du suffixe latin -ensis, « qui vit dans, qui habite », lui a été donné en référence au lieu de sa découverte.

## Publication originale
- Dirksen, 2002 : Anakondas. Natur und Tier Verlag (Münster), p. 1-190.